# Michel Villey
Michel Villey (Caen, 4 de abril de 1914 — França, 24 de junho de 1988), foi um filósofo e historiador do direito francês.

## Biografia
Foi professor de direito primeiramente na Universidade de Estrasburgo e depois na Universidade de Paris. Seu nome foi dado ao
Instituto Michel Villey para a cultura jurídica e a filosofia do direito. 
Filho do universitário Pierre Villey (especialista na literatura do século XVI), editor dos Ensaios de Montaigne), Michel Villey era doutor em direito (1942)  e catedrático de direito. Ensinou na Universidade de Estrasburgo, antes de ser nomeado na Faculdade de direito da Universidade de Paris em 1961 — futura universidade de Paris - II. Criou ali o Centro de filosofia do direito (junstamente com Henri Batiffol), bem como a revista Archives de philosophie du droit. Seu talento de padagogo, suas qualidades de historiador do direito e de romanista, permitiram-lhe fazer renascer na França a filosofia do direito, e de exercer uma larga influência sobre o pensamento jurídico francês. Atento ao funcionamento concreto do direito, não poupava críticas às diversas formas do "pensamento jurídico moderno", e tirava sua força principalmente da obra de Aristóteles e de Santo Tomás de Aquino. Professor apreciado por suas qualidades humanas, gentileza, seu devotamento à universidade, não cessou de dialogar com os filósofos do direito de seu tempo, principalmente Chaïm Perelman,Georges Kalinowski e Jean-Louis Gardies.
Seu trabalho foi coroado pela Universidade de Genebra que lhe honrou com o título doutor honoris causa
Em 1 de janeiro de 1998, o professor Stéphane Rials criou o institut Michel-Villey pour la culture juridique et la philosophie du droit, que fica de frente à região sul do Panteão de Paris

## Pensamento

### Redescobrir o direito
A aposta central da obra de Michel Villey é a redescoberta da autêntica noção de direito, que aprende a partir da função de juiz, que é de "ditar o direito". O direito se ocupa, então, essencialmente de efetuar distribuições justas: tem por objetivo atribuir bens, estatutos, funções, cargos, etc. ou seja, enuncia a quem pertence ou compete isso ou aquilo. Nisso o trabalho do direito é essencialmente distinto do trabalho legislativo, que consiste em editar normas.
Villey estabelece essa tese filosófica sobre a natureza do direito ao se fazer historiador. A noção do direito que defende é a que foi teorizado por Aristóteles na Ética a Nicômaco (livro V), em que são distinguidas duas noções de direito: 
- Uma justiça geral, "soma de todas as virtudes", que caracteriza o bom cidadão em geral: corajoso, honesto, verdadeiro, etc.
- Uma justiça particular, que consiste em atribuir a cada um a sua parte.

É a justiça particular que corresponde ao direito propriamente dito. A justiça geral se confunde com a moral e é também, nos dizeres de Aristóteles, o que é visado por uma legislação.
Para Villey, a noção aristotélica do direito foi plenamente recolhida no direito romano. A grande tese histórica de Villey é que, na era cristã, a teologia quase totalmente absorveu o direito, ao trazê-lo para a moral. O "justo" aristotélico, entendido com partilha, como atribuição, se distingue da "lei", no sentido da torá bíblica, que define as regras de conduta. O teólogo que mais influenciou essa absorção do direito na lei foi Santo Agostinho. No início da época moderna, teria sido Francisco Suárez quem transmitiu essa concepção à modernidade. Tomás de Aquino, ao contrário, tinha perfeitamente mantido a distinção: na Suma Teológica, quando trata da lei, não expõe uma teoria do direito, mas, como diz Villey, "toda a economia da salvação, a maneira pela qual Deus dirige a 'conduta' dos homens na história aos fins últimos". Ao contrário, o espírito de Aristóteles e do direito romano anima as questões consagradas ao direito, no início do tratado sobre a justiça (IIa-IIae, question 57).
Por estranho que pareça, é a herança teológica do pensamento da lei que exerceu a mais profunda influência sobre o pensadores modernos do direito, de Hobbes e Kant a Kelsen.

## Bibliographie
- Le Droit romain, PUF, col. Quadrige;
- Leçons d'histoire de la philosophie du droit, 2ª edição, Dalloz, 1962 ;
- La Formation de la pensée juridique moderne, Montchrétien, 1975 ; PUF, col. « Quadrige », 2003 ;
- Philosophie du droit, Définition et fins du droit, Les moyens de droit, Dalloz, 2001 (reedição num só tomo da edição anterior em dois tomos de 1980-1982;
- Le Droit et les Droits de l'homme, PUF, « Questions », 1983, reed. 1998 ;
- Seize essais de philosophie du droit, Dalloz, 1969 ;
- Critique de la pensée juridique moderne, Dalloz, 1985 ;
- Le Droit romain, PUF, col. Que sais-je ? ;
- Recherches sur la littérature didactique du droit romain, Montchrétien, 1945 ;
- Questions de saint Thomas sur le droit et la politique, PUF, « Questions », 1987.

- Este artigo foi inicialmente traduzido, total ou parcialmente, do artigo da Wikipédia em francês cujo título é «Michel Villey».